# Channel A
Channel A (hangul: 채널A; 채널에이; rr: Chaeneolei) é uma rede de televisão por assinatura sul-coreana fundada em 1º de dezembro de 2011. A emissora é propriedade do Dong-a Media Group.

## Programas

### Telejornal
- NewsA

### Reality shows
- True Dad Confession
- The Fishermen and the City

### Dramas
- Miss Panda and Mr Hedgehog
- Twelve Nights
- Lie After Lie